# Михалич (Варненська область)
Миха́лич (болг. Михалич) — село у Варненській області Болгарії. Входить до складу общини Вилчий Дол.

## Населення
За даними перепису населення 2011 року у селі проживали 602 особи.
Національний склад населення села:
| Національність   | Кількість осіб | Відсоток |
| ---------------- | -------------- | -------- |
| цигани           | 271            | 62,7%    |
| болгари          | 115            | 26,6%    |
| турки            | 28             | 6,5%     |
| інша             | 0              | 0%       |
| не визначились   | 18             | 4,2%     |
| Всього відповіли | 432            |          |

Розподіл населення за віком у 2011 році:
Динаміка населення: